# Miłakowo
Miłakowo (germană Liebstadt) este un oraș în Polonia.